# Morgado de Figo
Le Morgado de Figo est un gâteau originaire de la région de l'Algarve, au Portugal.

## Description
Le Morgado de Figo est préparé avec de la pâte de figues grillées, des amandes grillées, du sucre et du chocolat en poudre.
Il a une couleur sombre. Le poids et les dimensions sont variables. Lorsqu'il a la forme d'un fromage, il mesure environ 10 cm de diamètre.
On peut le manger à tout moment de la journée.